# Pyun Hye-Young

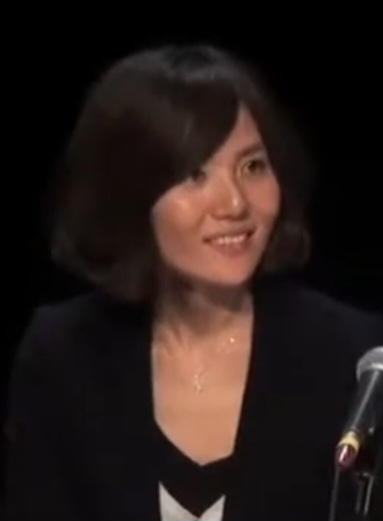
Pyun Hye-Young

Pyun Hye-Young (* 1972 in Seoul) ist eine südkoreanische Schriftstellerin.

## Leben
Pyun Hye-Young wurde 1972 in Seoul geboren. Sie studierte Kreatives Schreiben am Seoul Institute of the Arts und absolvierte an der Hanyang University ein weiterführendes Studium in koreanischer Sprache und Literatur. Sie debütierte im Jahr 2000, als sie mit der Kurzgeschichte Tau abklopfen (이슬털기) beim Frühjahrsliteraturwettbewerb der Zeitung Seoul Shinmun gewann. Die Erzählung handelt von einer Frau, die von ihrem Geliebten geschwängert und daraufhin verlassen wurde, sie verflucht ihn deswegen und wünscht ihm den Tod, was schließlich eintritt. Pyun Hye-Youngs erste Kurzgeschichtensammlung Aoi Garden ist ebenfalls gefüllt mit bizarren, grausamen, bedrohlichen und subversiven Bildern wie der Beschreibung einer aufgeschlitzten Katze und deren Innereien, dem Gestank eines Berges verfaulten Mülls oder einem Apartment-Komplex, in dem eine Epidemie ausgebrochen ist. In ihrer zweiten Sammlung Richtung Gehege (사육장 쪽으로) finden sich weniger grauenvolle Erzählungen, die jedoch wie Albträume aus dem echten Leben scheinen: ein Haus, das neben einem Sumpf liegt und in dem es von Mäusen und Ungeziefer wimmelt; eine Familie, die ihren Sohn ins Krankenhaus bringen muss, da er von einem Hund gebissen wurde; ein Mann, der sich einen Wolfspelz übergezog und für einen echten freilaufenden Wolf gehalten wird, sowie ein Mann, der wichtige Dokumente zusammen mit seiner Brille verlor.
Mit ihrem besonderen Stil von grotesken und unschönen Bildern schafft Pyun Hye-Young eine irrationale Welt von Chaos und Verwirrung und sticht damit aus der üblichen koreanischen Literaturwelt hervor. Kritiker bezeichnen ihre Werke daher als subversiv.
Ihr Roman Der Riss soll ab Januar 2025 von Kim Jee-woon verfilmt werden.

## Arbeiten

### Koreanisch
- 아오이 가든 Aoi Garden. 2005, ISBN 89-320-1620-8.
- 사육장 쪽으로 Richtung Gehege. 2007, ISBN 978-89-546-0359-1.
- 토끼의 묘 Das Grab des Hasen. 2009, ISBN 978-89-90978-81-3.
- 재와 빨강 Asche und Rot. 2010, ISBN 978-89-364-3373-4.
- 저녁의 구애 Flirt am Abend. 2011, ISBN 978-89-320-2185-0.
- 서쪽숲에 갔다 Zum westlichen Wald. 2012, ISBN 978-89-320-2311-3.
- 밤이 지나간다 Die Nacht geht vorüber. 2013, ISBN 978-89-364-3726-8.
- 몬순 Monsun. 2014, ISBN 978-89-7012-900-6.
- 홀 Der Riss. 2019, ISBN 978-3-442-75771-8.

### Übersetzungen
Englisch
- O. Cuniculi[5]
- Mallow Gardens, Acta Koreana Vol. 12, No. 1, Juni 2009[4]

Französisch
- Cendres et Rouge (재와 빨강), Editions Philippe Picquier (2012)

Deutsch
- Der Riss, Roman, btb-Verlag 2016, ISBN 978-3-442-75771-8

## Auszeichnungen
- 2007: 제40회 한국일보문학상 (Hankook-Ilbo-Literaturpreis)
- 2007: 제5회 자랑스런 문화인상 (Preis für anerkannte Kulturträger)
- 2009: 제10회 이효석문학상 (Lee-Hyo-sŏk-Literaturpreis)
- 2010: 오늘의 젊은 예술가상 문학부문 (Preis für junge Gegenwartskünstler im Bereich Literatur)
- 2011: 제42회 동인문학상 (Tong-in-Literaturpreis)
- 2014: 제38회 이상문학상 (Yi-Sang-Literaturpreis)